# Relations entre les Îles Salomon et l'Union européenne
Les relations entre les Îles Salomon et l’Union européenne reposent principalement sur les accords ACP que l'archipel a rejoints en 1980.

## Aide au développement
Depuis 1980, les Îles Salomon ont bénéficié de 180 millions d’euros au titre du Fonds européen de développement. Pour la période 2008-2013, un total de 16,2 millions d'euros ont été octroyés aux Salomon. L'aide a pour but de fournir un appui budgétaire et de lutter contre le changement climatique.

## Sources

## Compléments